# Пікетаж
Пікетаж — вибір точок на місцевості для установки рейок і оцінка їх колами при нівелюванні, на яких роблять напис пікету. Точки зміни рельєфу між пікетами відзначають кілочком і називають плюсові точки. Позначають них на кілочку через відстань від молодшого пікету, наприклад ПК7 + 47.5, що означає, що плюсова точка поставлена на відстані 47,5 м від пікету 7. У місцях зміни бічного рельєфу розбивають поперечники. Усі пікети і плюсові точки відзначають у пікетажній книжці.